# Фастовский погром
Фа́стовский погро́м (евре́йский погро́м в го́роде Фа́стове) — еврейский погром, произведённый казачьими и партизанскими частями Вооружённых сил Юга России (ВСЮР) против еврейского населения города Фастова в августе—сентябре 1919 года. Стал одним из крупнейших еврейских погромов за годы Гражданской войны в России и крупнейшим еврейским погромом, произведённым частями белых армий.

## Предыстория

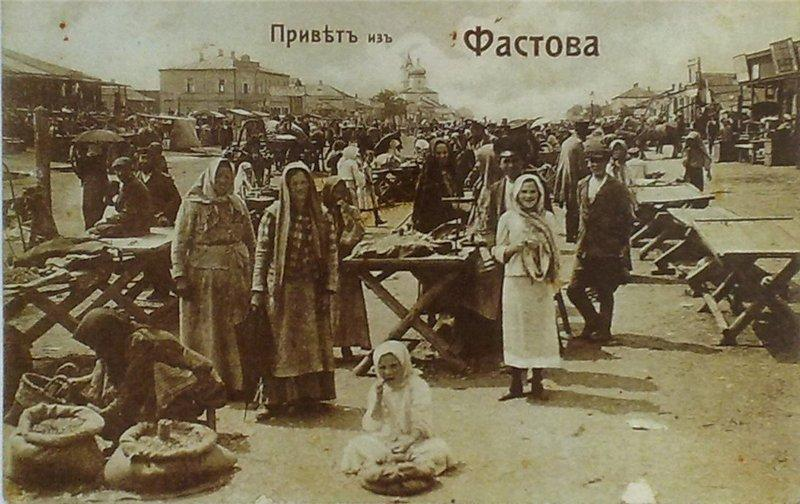
Вид рыночной площади г. Фастова. 1910-е

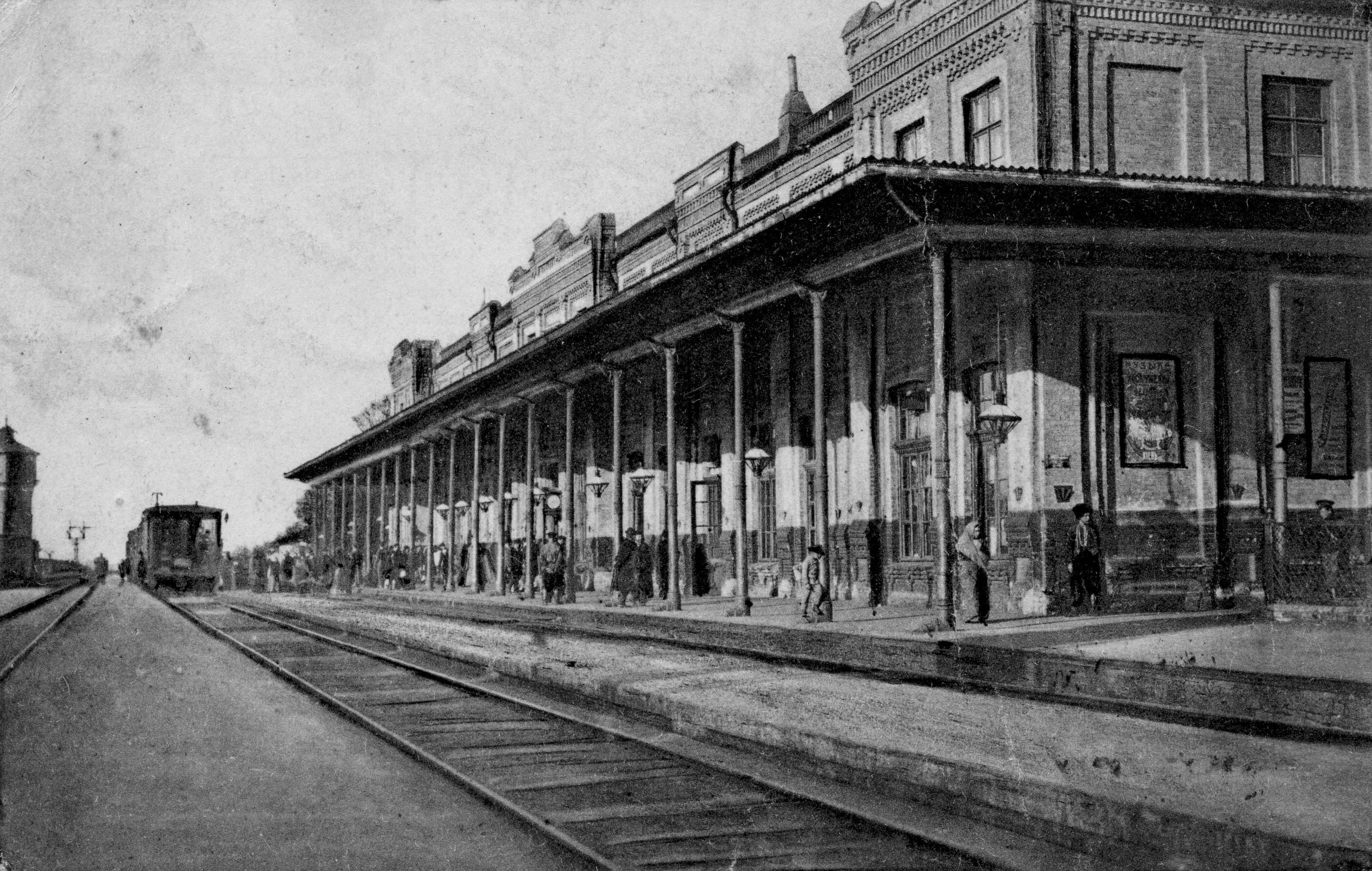
Вокзал г. Фастова. 1910-е

Фастов представлял собой местечко Васильковского уезда Киевской губернии со смешанным украино-еврейско-русско-польскоязычным населением (в порядке распространённости). В конце XIX века численность населения превышала 10 000 человек.
Как и вся Украина периода Гражданской войны, Фастов пережил период частой смены властей, многие из которых провоцировали еврейские погромы. За годы Гражданской войны погромов в Фастове было 12, их жертвами суммарно стали примерно 1500 человек.
В августе 1919 г. в Фастове достаточно мирно произошло установление власти ВСЮР, так как вошедшие в Фастов вслед за отступившими советскими частями подразделения Армии УНР перед приближением Вооружённых сил Юга России без боя оставили город, выполняя политическое решение своего командования.

## Пребывание добровольцев в первые дни (до прорыва красных в город)
«Тихий» погром (разграбление еврейского имущества с отдельными случаями физического насилия) начался 24 августа (6 сентября) 1919 год и продолжался до начала сентября, несмотря на то, что еврейское население поначалу восторженно встретило добровольцев как носителей, как полагали местные жители, твёрдой государственной власти, которая наконец-то освободит их «от атаманского и комиссарского беззакония».

## Погром
В результате вылазки Красной армии Фастов на один день 9 (22) сентября 1919 год вновь перешёл под её контроль. Белые с боем были выбиты из города. Во время занятия города красными с городского вокзала неслись крики «Ура!», которые были расценены некоторыми как приветственные возгласы местного населения (пережившие погром впоследствии поясняли, что приветствовать Красную армию местные никак не могли, так как, спасаясь от боя, всё население спряталось в укромных местах и на улицу не выходило).
10 (23) сентября 1919 год, в город с боями вошли части Войск Киевской области ВСЮР, представленные терскими казачьими частями (2-я Терская пластунская бригада под командованием полковника  Генерального штаба В. Ф. Белгородцева и Волчанским партизанским отрядом. В. Ф. Белгородцев вступил в командование после 24 августа (6 сентября) 1919 года, так как его предшественник, генерал Хазов, был отрешён от командования Май-Маевским с «распубликованием соответствующего приказа» за учинённый пластунами погром в Смеле).  Красные были выбиты за реку Ирпень. Завязались бои, город интенсивно обстреливался красными из орудий и пулемётов, белые отвечали из города тем же. Бои шли до 13 (26) сентября 1919 год, после чего красные были окончательно отбиты.
Евреи были обвинены в пособничестве большевикам, и в первый же день боёв начался погром, принявший необычайно жестокий характер из-за боевой обстановки, которая позволяла командованию не устанавливать должный порядок в городе. В первые два дня казаки и партизаны занимались дневными и ночными грабежами еврейского населения с редкими случаями убийств и насилия. Однако 12 (25) сентября 1919 год началась настоящая резня еврейского населения, продолжавшаяся до 13 (26) или даже до 14 (27) сентября. Многие жертвы были предварительно изнасилованы (это относилось как к женщинам, так и к девушкам-подросткам и старухам). Насиловали зачастую на глазах у родственников. Были практически полностью уничтожены огнём все строения города, принадлежащие евреям. Были оскорблены религиозные чувства евреев. По словам санитарки местного пункта Красного Креста, размещавшегося на Фастовском железнодорожном вокзале под руководством врача 2-й Терской пластунской бригады Снисаренко, христианки А. О. Николаиди, «грабежи, избиения и убийства и помощь раненым продолжались в условиях непрекращающихся военных действий, когда над местечком рвались снаряды и трещали пулемёты». В результате четырёхдневных боёв, с переходом города из рук в руки, наверняка были жертвы и среди мирного населения.
В последние дни погрома погромщики массово устраивали поджоги, пытаясь скрыть следы погрома, в том числе его первых дней (из этого факта исследователь А. А. Немировский сделал вывод, что погромщики не сомневались в негативном отношении своего командования к погрому). Позднее погромщики пытались объяснить факт массовых пожаров военными действиями в городе, но вставал резонный вопрос: почему же тогда от этих действий удивительным образом не пострадали христианские кварталы? В погроме приняло самое активное участие местное крестьянское население; для вывоза награбленного имущества в Фастов хлынули из окрестных деревень сотни подвод. Крестьяне скупали у военнослужащих награбленное и сами собирали то, что ещё оставалось ценного после погромщиков.
Тема фастовского погрома активно использовалась в качестве средства агитации как в советской, так и в петлюровской прессе.

Фастов после погрома
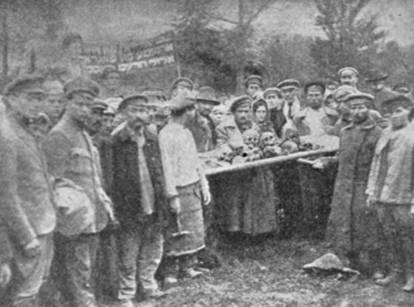
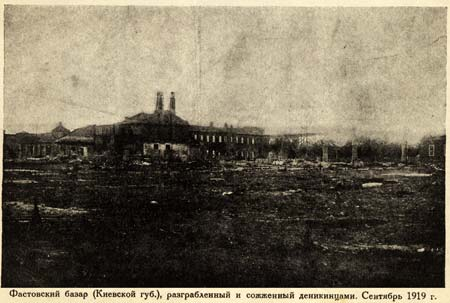
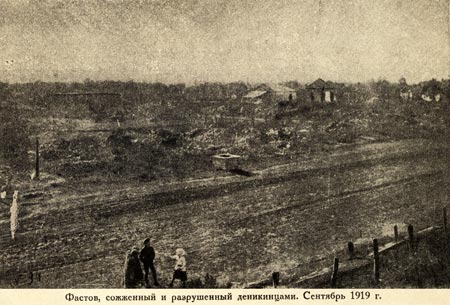

### Дальнейшая судьба воинских частей, устроивших фастовский погром
2-я Терская пластунская бригада за время пребывания на Украине успела принять участие в погромах в Черкассах, Смеле, Россаве, Корсуни, Гребёнке и, по-видимому, в Городище. После фастовского погрома  бригада была расформирована. За всё время погромов бригадой было убито около 850 евреев, что, согласно расчётам исследователя А. А. Немировского, составляет до половины общего числа жертв погромов, произведённых частями Вооружённых сил на Юге России.
Волчанский партизанский отряд продолжил свои бесчинства в Киеве, где за еврейские погромы семеро его военнослужащих были приговорены Главноначальствующим области генералом А. М. Драгомировым к расстрелу. При осеннем отступлении белых из Киева волчанцы устроили небывалый еврейский погром в Кривом Озере, в котором погибло до 500 человек.

## Оценки числа жертв погрома
Данные о количестве жертв погрома очень противоречивы. При этом нужно учитывать факт ведения в городе боевых действий, число жертв которых среди мирного населения никто и никогда не учитывал, а все умершие и похороненные на фастовском еврейском кладбище с 9 (22) сентября по 18 сентября (1 октября) 1919 года (в количестве около 550 человек) были учтены как жертвы погрома.
Сразу же после погрома сведения о его жертвах начал собирать расположенный в Киеве Центральный комитет помощи погромленным, а точнее его редакционная коллегия, в задачи которой входил сбор материалов о погромах. После фастовского погрома редколлегия командировала в Фастов для сбора материалов о погроме присяжного поверенного Ивана Деревенского. Деревенский прибыл в Фастов 17 (30) сентября и отбыл 19 сентября (2 октября) 1919 год. Деревенский собрал показания упомянутой выше санитарки А. О. Николаиди, воспоминания фастовского еврея И. Я. Берлянда и сообщение некоего Ионы Лейченко.
В самой первой книге, рассказывающей об этом погроме и подготовленной ещё в 1920 году, исследователь Н. И. Штиф, ссылаясь на данные из доклада Деревенского, приводил число жертв фастовского погрома как «не менее 600 убитых и сожжённых евреев».
Биограф А. И. Деникина Г. М. Ипполитов опубликовал специально подготовленный для Главкома ВСЮР доклад о еврейских погромах за сентябрь 1919 г., согласно которому за весь сентябрь чинами ВСЮР было изнасиловано 138 еврейских женщин, в том числе девочки 10–12 лет, и убито 224 еврея. Это число включает учтённых самими белыми убитых в Фастове (которые и должны были составить большую часть из этих 224 жертв, так как все прочие сентябрьские погромы не шли с фастовским ни в какое сравнение). Доклад был секретным и не предназначался для публикации в открытых источниках, поэтому, как полагал исследователь А. А. Немировский, цифрам доклада вполне можно доверять, а разница в цифрах присяжного поверенного Деревенского и автора этого доклада объясняется, возможно, тем, что белые учли только бесспорные жертвы погромщиков, исключив жертвы боевых действий.
В 1922 году в Харбине вышла «Багровая книга. Погромы 1919–1920 гг. на Украине» С. И. Гусева-Оренбургского, некоторое время работавшего в киевском отделении Российского общества Красного Креста. В ней при описании фастовского погрома автор использовал сведения из газеты «Киевское эхо» (газета эта выделялась непримиримым отношением к антисемитизму). В одном месте книги указано число жертв погрома как «около 2 000 чел.», в другом месте вдвое меньше — тысяча человек.
В книге-альбоме З. С. Островского «Еврейские погромы 1918–1921 гг.», подготовленной в 1923 году Евобщесткомом (Еврейский общественный комитет помощи пострадавшим от погромов) и изданной в Москве в 1926 году, общее число жертв фастовского погрома оценивалось в 1800 человек. Эта же организация сообщала о том, что Фастов за весь период Гражданской войны пережил 12 погромов, во время которых суммарно погибло 1500 человек.
В капитальном труде И. Б. Шехтмана под редакцией Н. Ю. Гергеля и И. М. Чериковера «История погромного движения на Украине», изданном в 1932 г. и ссылающемся на обширный корпус упомянутых выше первоисточников, число жертв фастовского погрома определялось в 1300–1500 человек, а с умершими от ран и других последствий погрома — в 3 тысячи человек, но не объяснялось, каким образом получены такие цифры.
В воспоминаниях некого еврея, побывавшего в Фастове год спустя, летом 1920 года, излагалась его беседа с выжившими очевидцами и жертвами погрома. Здесь называлось число жертв в 13 тысяч (10 тысяч убито, 3 тысячи скончалось от ран и лишений), а продолжительность погрома увеличилась до восьми дней вместо четырёх.
Украинские исследователи еврейской истории 2000-х годов О. В. Козерод и С. Я. Бриман утверждали, что в результате фастовского погрома погибло «более 600 человек».
Книга историка О. В. Будницкого «Российские евреи между красными и белыми (1917–1920)», изданная в 2005 г., копировала данные о числе жертв фастовского погрома из упомянутой выше книги И. Б. Шехтмана.
Исследователь А. А. Немировский оценивал число жертв погрома в 500–600 человек.

### Первоисточники
- Островский, З. С. Еврейские погромы 1918-1921 гг. — 1-е. — М.: Акц. общество «Школа и книга», 1926. — 5000 экз.
- Книга погромов. Документ № 90. Из письма главы фастовского комитета помощи погромленным Э. Гуртового члену комитета Л. Годику о погроме в м. Фастов Киевской губ. в августе—сентябре 1919 г. (Письмо в деле находится в неполном виде.). «Скепсис» — научно-просветительный журнал. Дата обращения: 29 декабря 2011.
- Книга погромов. Документ № 91. Приказ военной комендатуры ВСЮР в м. Фастов Киевской губ. «Скепсис» — научно-просветительный журнал. Дата обращения: 29 декабря 2011.
- Книга погромов. Документ № 92. Сообщение представителя Отдела помощи погромленным при РОКК на Украине Г.И. Рабиновича Редакционной коллегии о последствиях погрома в м. Фастов Киевской губ. в сентябре 1919 г. «Скепсис» — научно-просветительный журнал. Дата обращения: 29 декабря 2011.

### Научные исследования
- Будницкий О. В. Российские евреи между красными и белыми (1917-1920). — М.: Российская политическая энциклопедия, 2005. — 1000 экз. — ISBN 5-8243-0666-4.
- Костырченко, Г. В. Выбор. О книге Олега Будницкого «Российские евреи между белыми и красными (1917– 1920)» // Лехаим : Журнал. — 2006. — Т. 172, № 8.
- Немировский, А. А. Беззаконные убийства евреев в зоне власти Добровольческих армий Юга России // Удел Могултая.
- Немировский, А. А. К вопросу о числе жертв еврейских погромов в Фастове и в Киеве (осень 1919 г.) // Новый исторический вестник : Журнал. — 2006. — Т. 14, № 1.
- Шехтман И. Б. История погромного движения на Украине. Том 2. Погромы Добровольческой армии на Украине. — 1932. — 394 с. Архивировано 6 января 2009 года.